# Protea vogtsiae
Protea vogtsiae (лат.) — небольшой кустарник, вид рода Протея (Protea) семейства Протейные (Proteaceae), эндемик Южной Африки.

## Таксономия
Вид Protea vogtsiae был впервые собран цветущим в августе 1972 года на высоте 1067 м над уровнем моря на нижних южных склонах горы Саптоукоп в хребте Куга недалеко от города Уилломор южноафриканским ботаником Джоном Патриком Рурком. Рурк впоследствии описал его как новый вид в статье в Journal of South African Botany, опубликованной в 1974 году. Изотип оригинальной коллекции Рурка (№ 1396) находится в гербарии Ботанического сада Кью. Видовое название — в честь южноафриканской учёной, ботаника, специалиста по протеям, Мари Фогтс (Marie Vogts; 1908—1998).
В 1995 году вид P. vogtsiae был отнесён Тони Ребело к секции Crinitae наряду с P. foliosa, P. intonsa и P. montana.

## Ботаническое описание
Protea vogtsiae — невысокий карликовый кустарник всего 25 см в высоту. У него подземные стебли (корневища) с характерной чешуйчатой корой. Стебли образуют рыхлые пучки листьев 20-50 см в диаметре. Листья сизо-синие, образующие розетку, которая цветёт на уровне земли. Листья имеют длину 12-25 см и ширину 8-30 мм. Соцветия представляют собой специализированные структуры, называемые псевдантией, также известные как цветочные головки, содержащие сотни редуцированных цветков. Оборачивющие прицветники окрашены в тускло-карминовый цвет с оттенком зелёного. Это однодомное растение, представители обоих полов встречаются в каждом цветочке.

### Похожие виды
Protea vogtsiae похожа на P. intonsa в секции Crinitae, оба являются карликовыми кустами с подземными стеблями, но имеют более широкие листья, более похожие на листья P. foliosa, который представляет собой гораздо более крупный куст с многочисленными прямостоячими ветвями и гораздо более широкими листьями. более округлые и короткие листья.

## Распространение и местообитание
Protea vogtsiae — эндемик Южной Африки. Встречается на горных хребтах, расположенных на южной границе Западно-Капской и Восточно-Капской провинций: в горах Утениква и Куга, а также Бавиаансклоф. Встречается на реках Саптукоп и Хупсберг в горах Куга. Отдельные популяции невелики и изолированы друг от друга, но тем не менее в местах, где растение встречается, оно довольно распространено.
Растение растёт исключительно в среде обитания финбош в дикой природе, где оно встречается на крутых каменистых склонах, обращённых на юг. Произрастает на субстратах из песчаника на высоте от 1000 до 1500 м. Растёт между валунами из песчаника Столовой горы.

## Биология
Взрослые растения погибают от лесных пожаров, которые периодически проходят через его среду обитания, но семена могут выжить.
Цветёт весной, с августа по ноябрь. Цветки опыляются грызунами. В 1977 году ботаники Делберт Винс и Джон Патрик Рурк впервые предложили этот метод опыления для некоторых видов Protea. После созревания семена сохраняются в старых, сухих побегах, которые устойчиво сохраняются на ветвях растения. Когда примерно через два года семена наконец высвобождаются, они разносятся ветром.

## Охранный статус
Статус Protea vogtsiae был впервые оценён в 1980 году как «неопределённый». В 1991 году считалось, что распространение ограничено относительно небольшой территорией, и Ян Влок из Капского природного заповедника заявил, что большая часть его среды обитания была уничтожена сельским хозяйством. Однако он воздержался от присвоения ему статуса сохранения, поскольку подозревал, что сохранившихся популяций может быть больше, чем несколько, о которых он знал. В 1996 году Южноафриканский национальный ботанический институт (позднее Южноафриканский национальный институт биоразнообразия) оценил охранный статус этого вида как «не находящийся под угрозой исчезновения» в Красном списке южноафриканских растений, тем не менее, он считался редким в 1998. В 2009 году SANBI переоценил этот вид как «вызывающий наименьшее беспокойство», и эту позицию они подтвердили в оценке 2019 года. Общая численность населения считается стабильной по состоянию на 2019 год. Международный союз охраны природы классифицирует природоохранный статус вида как «вызывающий наименьшие опасения».